# Tirreno-Adriatico 1989
Tirreno-Adriatico 1989 est la 24e édition de la course cycliste par étapes italienne Tirreno-Adriatico. L’épreuve se déroule entre le 9 et le 15 mars 1989, sur un parcours de 1 070,9 km.
Le vainqueur de la course est le Suisse Tony Rominger (Chateau d'Ax).

## Classements des étapes
| Étape | Date    | Villes étapes                         | km    | Vainqueur d’étape       | Leader du classement général |
| ----- | ------- | ------------------------------------- | ----- | ----------------------- | ---------------------------- |
| 1     | 9 mars  | Bacoli - Bacoli                       | 10,6  | Stefano Allocchio (ITA) | Stefano Allocchio (ITA)      |
| 2     | 10 mars | Bacoli - Latina                       | 215,0 | Urs Freuler (SUI)       | Urs Freuler (SUI)            |
| 3     | 11 mars | Latina - Frosinone                    | 215,0 | Michael Wilson (AUS)    | Michael Wilson (AUS)         |
| 4     | 12 mars | Cerro al Volturno - Atri              | 200,0 | Erich Maechler (SUI)    | Erich Maechler (SUI)         |
| 5     | 13 mars | Atri - Monte Urano                    | 238,0 | Rolf Gölz (GER)         | Tony Rominger (SUI)          |
| 6     | 14 mars | Grottammare - Osimo                   | 174,0 | Charly Mottet (FRA)     | Tony Rominger (SUI)          |
| 7     | 15 mars | S.B del Tronto - S.B del Tronto (clm) | 18,3  | Lech Piasecki (POL)     | Tony Rominger (SUI)          |

## Classement général
|    | Cycliste           | Pays       | Équipe           | Temps            |
| -- | ------------------ | ---------- | ---------------- | ---------------- |
| 1  | Tony Rominger      | Suisse     | Chateau d'Ax     | 28 h 37 min 50 s |
| 2  | Rolf Gölz          | Allemagne  | Superconfex-Yoko | + 34 s           |
| 3  | Charly Mottet      | France     | R.M.O.           | + 44 s           |
| 4  | Jesper Skibby      | Danemark   | TVM              | + 59 s           |
| 5  | Michael Wilson     | Australie  | Helvetia         | + 1 min 14 s     |
| 6  | Greg LeMond        | États-Unis | AD Renting       | + 1 min 40 s     |
| 7  | Sean Kelly         | Irlande    | PDM              | + 1 min 50 s     |
| 8  | Erich Maechler     | Suisse     | Carrera Jeans    | + 1 min 51 s     |
| 9  | Rudy Dhaenens      | Belgique   | PDM              | + 1 min 52 s     |
| 10 | Maurizio Fondriest | Italie     | Del Tongo        | + 1 min 53 s     |